# Им, Дами
Дами Им (кор. 임다미 Им Тами, англ. Dami Im; 17 октября 1988) — австралийская певица, автор песен. В 2016 году представила Австралию на «Евровидении-2016» с песней «Sound of Silence», где заняла 2-е место, набрав 511 баллов.
Победила в 5 сезоне австралийского конкурса «X-factor». Её куратором была Данни Миноуг.

## Биография
Им Дами родилась 17 октября 1988 года в Инхчоне, Южная Корея.
Она дебютировала в 2013 году. Стала победительницей пятого сезона шоу X-Factor, где её куратором была Данни Миноуг. Также Дами представила Австралию на «Евровидении-2016» в Стокгольме с песней «Sound of Silence» и заняла 2-е место с 511 баллами.
По состоянию на 2016 год она выпустила несколько синглов и альбомов.

## Дискография
- Dami Im (2013)
- Heart Beats (2014)
- Classic Carpenters (2016)
- I Hear a Song (2018)